# Karl Theodor Kunz

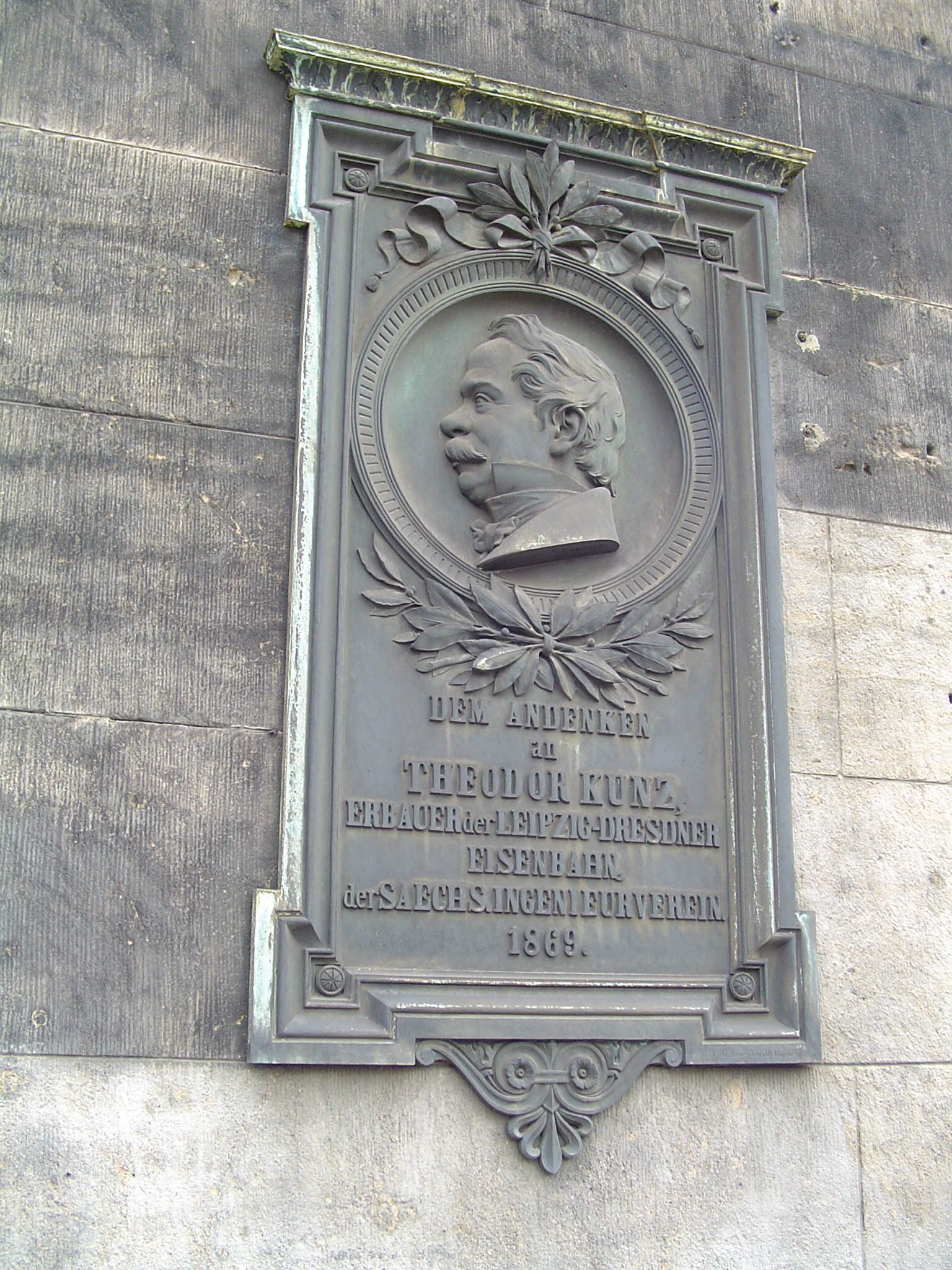
Ehrentafel für Karl Theodor Kunz am Bahnhof Dresden-Neustadt

Karl Theodor Kunz (* 27. Juli 1791 in Dresden; † 29. Dezember 1863 in Dresden) war ein deutscher Eisenbahn-Bauingenieur und sächsischer Baubeamter.

## Leben und Wirken
Kunz studierte in den Jahren 1833 und 1834 in England das Eisenbahnwesen, projektierte die Bahnstrecke Leipzig–Dresden und übernahm am 1. November 1835 als Oberingenieur die Leitung des Baus dieser ersten deutschen Ferneisenbahnstrecke und damit des ersten größeren Eisenbahntunnels (Oberauer Tunnel mit 513 m Länge, in den 1930er Jahren rückgebaut) und der ersten deutschen Eisenbahnbrücken, z. B. der Marienbrücke in Dresden. Im Rahmen des Baus der Bahnstrecke von Leipzig nach Dresden setzte er erstmals in Deutschland die von dem US-Amerikaner Robert Livingston Stevens entwickelte Breitfußschiene ein, lagerte sie jedoch – anders als von Stevens vorgesehen – unmittelbar auf den Querschwellen.
Friedrich List, der bereits 1833 zum Protagonisten eines grenzüberschreitenden deutschen Eisenbahnsystems wurde, kritisierte im Jahr 1837 verbittert die seiner Meinung nach schlechte Finanzplanung des Projekts sowie die von Kunz gewählte Streckenführung, die sich jedoch nach kostspieliger Prüfung durch britische Spezialisten als völlig richtig erwiesen hatte.
Nach Vollendung der Leipzig-Dresdner Eisenbahn im Jahr 1839 übernahm Kunz bis 1843 die Oberbauleitung für die Bahnstrecke Leipzig–Hof der Sächsisch-Bayerischen Eisenbahn, 1844 wurde er oberster Leiter des sächsischen Eisenbahnwesens im sächsischen Finanzministerium.
Für den Eisenbahnpionier Max Maria von Weber war er ein väterlicher Freund. Bereits 1846 (d. h. zehn Jahre vor Gründung des Vereins Deutscher Ingenieure) gründete er mit Johann Andreas Schubert (1808–1870) den Sächsischen Ingenieurverein. Kunz trug die Titel Major a. D., Wasserbaudirektor und Geheimer Baurat. Er starb 1863 in Dresden und wurde auf dem dortigen Inneren Neustädter Friedhof beigesetzt; das Grab ist nicht erhalten.

## Gedenken

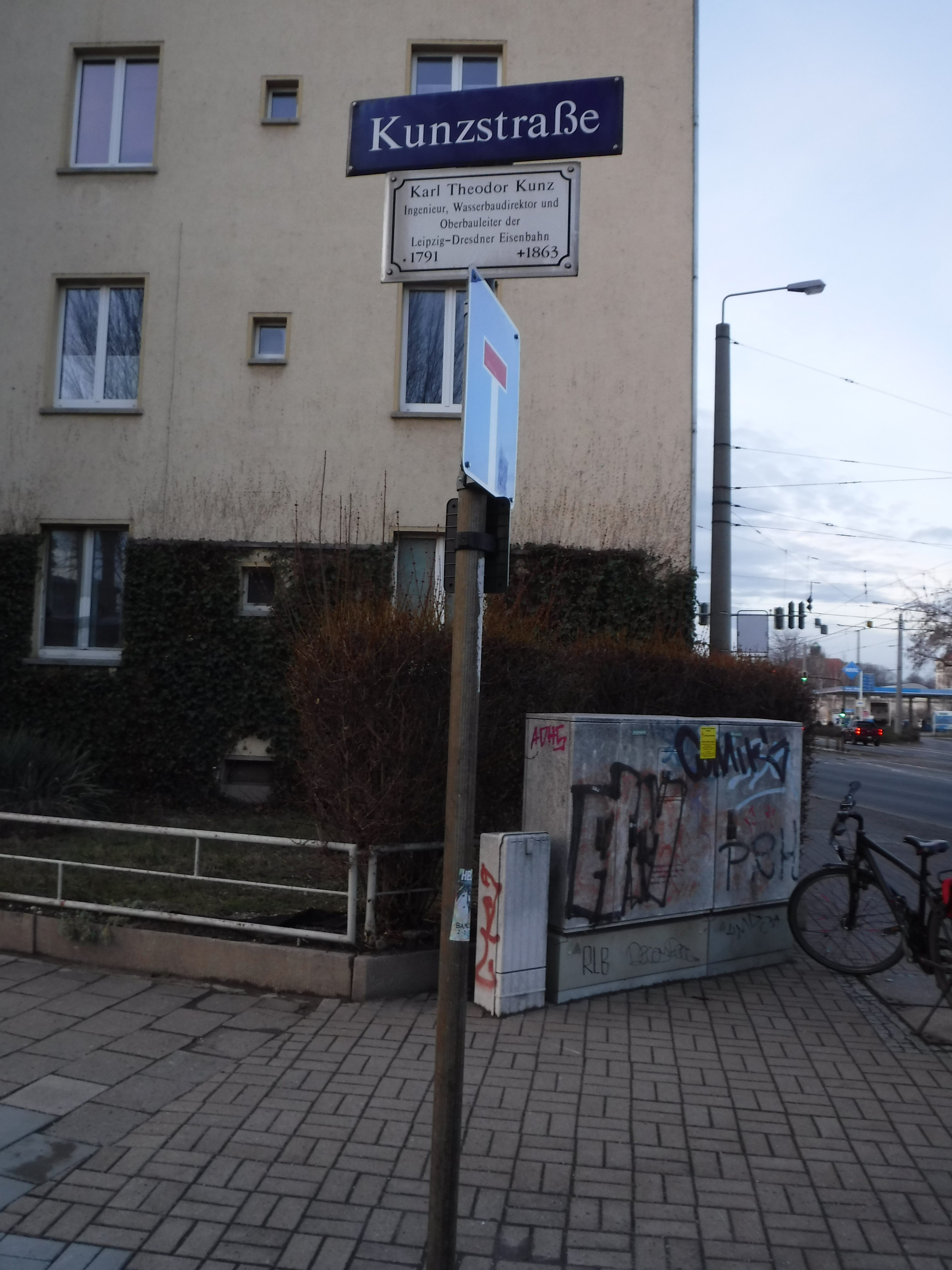
Kunzstraße in Dresden

Am Bahnhof Dresden-Neustadt (Hansastraße) befindet sich ein Bronzerelief mit dem Porträt von Kunz und der Inschrift: „DEM ANDENKEN an THEODOR KUNZ, ERBAUER der LEIPZIG-DRESDNER Eisenbahn, der SAECHS. INGENIEURVEREIN. 1869.“
Die Kunzstraße in Dresden-Leipziger Vorstadt ist nach Karl Theodor Kunz benannt.